# Гордей Андрій Дмитрович
Андрій Дмитрович Гордей (нар. 18 липня 1988, Чернівці) — український футболіст, що грав на позиції нападника і півзахисника. Відомий за виступами в низці українських клубів та клубі найвищого дивізіону Молдови «Ністру» (Атаки).

## Життєпис
Андрій Гордей народився в Чернівцях в сім'ї відомого українського футболіста та тренера Дмитра Гордея. Розпочав займатися футболом у ДЮСШ при місцевому клубі «Буковина», а з 2003 до 2005 року займався у школі донецького «Шахтаря».

### Ігрова кар'єра

#### Клубна
У професійному футболі дебютував у 2005 році в складі чернівецької «Буковини», яка на той час грала в другій лізі. У 2007 році футболіст перейшов до складу команди першої ліги «Дніпро» з Черкас, проте зіграв у її складі лише 7 матчів. У другій половині 2008 року Гордей грав у складі іншої команди першої ліги «Прикарпаття» з Івано-Франківська, за який провів 12 матчів.
На початку 2009 року футболіст грав у складі аматорського клубу «Лужани». У другій половині року Андрій грав у складі клубу найвищого дивізіону Молдови «Ністру» (Атаки). На початку 2010 року футболіст виступав у складі польського нижчолігового клубу «Спартакус» (Шароволя). У 2011 році Гордей грав у складі українського клубу другої ліги «Гірник-спорт».
З 2012 року футболіст грав у складі низці аматорських команд. У 2017 році зіграв 5 матчів у складі першолігового футзального клубу «Епіцентр К» з Чернівців. Після чого активно продовжує виступати в аматорських командах (серед яких: «Фазенда» (Чернівці), ФК «Волока», «Довбуш» (Чернівці), «Дністер» (Заліщики) та інші...).

#### В збірній
У 2004 році Андрій залучався до складу юнацької збірної України віком до 16 років, у складі якої зіграв 11 матчів. У 2005 році провів ще 2 поєдинка у складі юнацької збірної України віком до 17 років, опісля до складу збірних України не викликався.

### Тренерська кар'єра
Працює тренером у ДЮСШ «Буковина» в Чернівцях.